# Komáromy Éva
Komáromy Éva (Kisbér, 1939. január 31. – Miskolc, 2017. november 24. előtt) Déryné-díjas magyar színésznő, a Miskolci Nemzeti Színház örökös tagja.

## Életpályája
Kisbéren született, 1939. január 31-én. A Bartók Béla Zeneművészeti Szakközépiskolában végzett 1957-ben. Operaénekesnek készült, de hangi adottsága és kiváló tánctudása a zenés színház felé irányították. Pályáját a szolnoki Szigligeti Színházban kezdte. 1961-től nyugdíjba vonulásáig a Miskolci Nemzeti Színház színésznője volt. Leggyakrabban zenés darabokban játszott, az operettirodalom szinte valamennyi szubrett és primadonna szerepében láthatták a nézők. Később drámai szerepekben, karakterek megformálásában is sikeres volt. 1980-ban Déryné-díjat. a társulattól pedig az örökös tagság címet is megkapta.

## Fontosabb színházi szerepei
- Michael Stewart – Jerry Herman: Hello, Dolly!... Mrs. Molly
- Fényes Szabolcs: Maya... Maya
- Ábrahám Pál: Hawaii rózsája... Lilia-Susanne
- Jacobi Viktor: Sybill... Sybill; Charlotte
- Johann Strauss: A denevér... Adél
- Johann Strauss: A cigánybáró... Mirabella
- Giuseppe Verdi: Trubadur... Inez
- Alan Jay Lerner – Frederick Loewe: My fair Lady... Eliza
- Kálmán Imre: Csárdáskirálynő... Stázi; Cecília
- Kálmán Imre: Cirkuszhercegnő... Slukkné
- Ödön von Horváth: Mesél a bécsi erdő... bárónő
- Horváth Jenő: Péntek Rézi... Péntek Rézi
- Lehár Ferenc: Luxemburg grófja... Juliette
- Lehár Ferenc: A víg özvegy... Praskovia
- Eisemann Mihály: Tokaji aszú... Viola
- Eisemann Mihály: Fekete Péter... Mme Bouchon
- Petőfi Sándor: A helység kalapács... Szemérmetes Erzsók
- William Shakespeare: Macbeth... boszorkány
- Móricz Zsigmond: Nem élhetek muzsikaszó nélkül... Zsani néni
- Örkény István: Macskajáték... Egérke
- Horváth Péter: ABC... Simike
- Bródy Sándor: A szerető... Boris
- Eugène Scribe: Egy pohár víz... királynő
- Edmond Rostand: Cyrano de Bergerac... Duenna
- Franz von Schönthan – Paul von Schönthan – Kellér Dezső – Horváth Jenő – Szenes Iván: A szabin nők elrablása... Borbála
- Hubay Miklós – Vas István – Ránki György: Egy szerelem három éjszakája... Melitta
- Déry Tibor – Pós Sándor – Presser Gábor – Adamis Anna: Képzelt riport egy amerikai popfesztiválról... Eszter
- Lajtai Lajos – Békeffi István: A régi nyár... Mária
- Dale Wasserman – Mitch Leigh – Joe Darion: La Mancha lovagja... Dulcinea
- Jean Genet: A paravánok... Ommu
- Lévay Szilveszter – Michael Kunze: Elisabeth... Sophie

## Szinkronszerepe
- Carmen 63 (1963): Carmen – Giovanna Ralli (magyar változat, 1965)

## Díjai, elismerései
- Nívódíjak
- Heves megye díja
- Déryné-díj (1980)
- Megyei Príma-díj (2006)